# عبد الملك بن ربيع
عبد الملك بن ربيع من رواة الحديث.

## الاسم
هو ابن ربيع بن سبرة الجهني، روى حديث سبرة في تحريم المتعة عن أبيه. ورغم أن هذا الحديث يدخل في صحيح مسلم، إلا أن البعض شكك في موثوقيته كراوٍ.

## الإرث

### الخلفية
كان زواج المتعة مُتاحًا في عصر النبي محمد، ثم حُرم بعدها، وقد اختُلف في توقيت تحريمه، فيرى بعض أعلام السنة ومؤرخيهم أنه حُرم في زمن النبي محمد في حين يرى البعض أن حُرمته جاءَت في زمن الخليفة الثاني عمر بن الخطاب بالإجماع؛ وكلاهما يُحرمه؛ بينما اتفقَت كلمة الشيعة على أنه حُرم في زمن عمر بن الخطاب، فلا يقبلون تحريمه باعتباره تغييرًا للسنة النبوية.

### وجهة نظر سنية
يقول ابن القيم الجوزية، وهو عالم سني في القرن 14م:
| « | ...هذه الرواية رواها عبد الملك بن ربيع بن سبرة عن أبيه، عن سبرة بن معبد، وقد تكلم عليه ابن معين (أي لم ير أنه راوٍ موثوق). ولم يذكر البخاري هذا الحديث في صحيحه، لعلمه أنه يتعلق بحديث مهم، وتردده في تدوينه لا يُفهم إلا على شكه في صحته. | » |